# ارم (عمان)

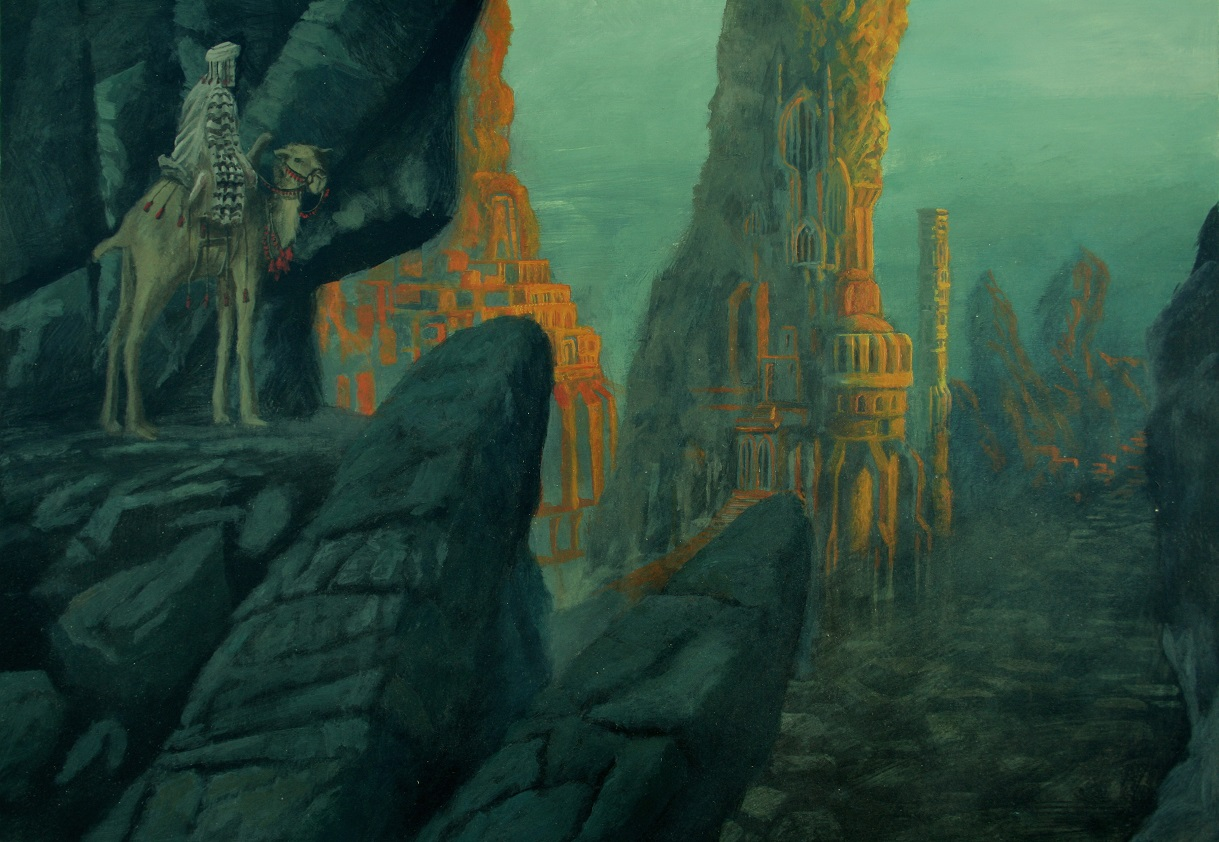
طرح تخیلی از شهر ستون‌ها یا «ارم ذات العماد»

ارم (عربی: إرَم، انگلیسی: Iram) شهر گمشده ای در شبه جزیره عربستان است در کشور یمن می‌باشد و نام شهر نیز به‌طور کامل ارم ذات العماد است (معجم البلدان/ یاقوت حموی: بغداد، ج۱.) توسط شداد (سداد) بن عاد این شهر ساخته شده و همانند بهشت دارای کاخهای طلا و نقره بوده و نهرها در زیر آن جریان داشته‌است. امروزه منطقه‌ای در نزدیکی شهر اوبار (یکی دیگر از نام‌های ارم) در کشور عمان را مکان اصلی این شهر می‌دانند.
در متون باستانی از شهر اوبار (یا ارم) نام برده شده‌است و در داستان‌ها آمده که این شهر در قسمت جنوبی شبه جزیره عربستان مرکز داد و ستد بوده‌است. در افسانه‌ها آمده که شهر حدود ۳۰۰۰ سال پیش از میلاد مسیح بنیان گذاشته شده و تا قرن نخست میلادی پابرجا بوده‌است.
در قرآن به شهر ارم اشاره شده و در سوره الفجر آیه ۶ تا ۱۵ آمده‌است:
مگر ندانسته‌ای که پروردگارت با عاد چه کرد (۶) با عمارات ستون‌دار ارم (۷) که مانندش در شهرها ساخته نشده بود (۸) و با ثمود همانان که در دره تخته‌سنگها را می‌بریدند (۹) و با فرعون صاحب خرگاه‌ها [و بناهای بلند] (۱۰) همانان که در شهرها سر به طغیان برداشتند (۱۱) و در آنها بسیار تبهکاری کردند (۱۲) [تا آنکه] پروردگارت بر سر آنان تازیانه عذاب را فرونواخت (۱۳) زیرا پروردگار تو سخت در کمین است (۱۴) اما انسان هنگامی که پروردگارش وی را می‌آزماید و عزیزش می‌دارد و نعمت فراوان به او می‌دهد می‌گوید پروردگارم مرا گرامی داشته‌است (۱۵)
برپایه این داستان، شاه شداد به هشدارهای پیامبر قوم هود توجه نمی‌کرد و خداوند شهر را نابود کرده، همه آن را در ماسه و شن مدفون کرده طوری که دیگر اثری از آن باقی نماند. نام شهر ارم پس از ترجمه داستان‌های هزار و یک شب به ادبیات غربی راه پیدا نمود.
در دهه ۱۹۸۰ میلادی عده‌ای از دانشمندان و محققان آمریکایی با کمک تصاویر ماهواره‌ای موفق به یافتن مکان احتمالی شهر شده‌اند. ظاهراً شهر بر روی سقف غار آهکی بنا شده بود و مردم شهر از آب جمع شده در غار برای آشامیدن استفاده می‌کرده‌اند. در آخر سقف غار فرو می‌ریزد و شهر را به درون خود فرو می‌بلعد.